# جلان كامبل
جلان كامبل هو لاعب كرلنغ كندي، ولد في 23 سبتمبر 1916 في Avonlea, Saskatchewan ‏ في كندا، وتوفي في 1 فبراير 2005 في ريجاينا في كندا.